# Mario Escudero
Mario Escudero Valero (Alicante, 11 de octubre de 1928 – Miami, 19 de noviembre de 2004) fue un guitarrista flamenco español.

## Biografía
Entre 1944 y 1954 realizó numerosas giras, con las compañías de flamenco más conocidas del momento, por diferentes lugares de España y Europa, actuando como solista de guitarra o acompañando a algunos de los cantaores más conocidos de la época, entre ellos la Niña de los Peines, Tomás Pavón, José Cepero, Juan Mojama, Pepe de la Matrona, El niño de Almadén, Rafael Farina, Pericón de Cádiz, Pepe Palanca, Chiquito de Triana y Canalejas de Puerto Real.
Tras realizar una gira en Estados Unidos decidió establecerse en este país, donde a partir de 1955 firmó contratos, actuó en el Carnegie Hall de Nueva York y realizó varias grabaciones formando un dúo de guitarras con Sabicas.

## Temas destacados
- Ímpetu. Es una versión de la bulería que ha sido interpretada y grabada por diversos guitarristas, entre ellos Paco de Lucía y Gerardo Núñez.

## Discografía
- Federico García Lorca - Poemas del Cante Jondo, con  Enrique Montoya, 1957.
- Sabicas and Escudero, Flamenco Styles on Two Guitars, 1957.
- Sabicas y Mario Escudero. Maestros de la guitarra española, 1958.
- The Romantic Guitars Of Sabicas And Escudero (From The Pampas To The Rio Grande). Decca (DL 8897), 1959.
- Mario Escudero Plays Classical Flamenco Music, MHS 994/995, 1969. Incluye los siguientes temas:
  - Kelaja (Buleria)
  - Pantomima flamenca (Garrotín)
  - Eco de La Unión (Taranta)
  - Toque del Moncho (Fandango)
  - Meditación (Nana)
  - Serrania andaluza (Serrana con Petenera)
  - Careos (Sevillanas)
  - Castillito de Alcala (Soleá)
  - Homenaje a Montoya (Rondeña)
  - Praia de la India (Tiento)
  - Aires lejanos (Milonga, Farruca)
  - Noche flamenca (Verdiales)
  - Ímpetu (Bulerias)
  - Éxodo gitano (Taranta)
  - Fiestas en Cádiz (Alegrías)
  - Navidad andaluza (Villancico)
  - Costa del Sol (Malagueña)
  - Tonadilla (Rumba)
  - La Palmera (Guajira)
  - Patios de la Alhambra (Granadina)
  - La grupa de mi jaca (Zapateado)
  - Gitanos béticos (Siguiriya)
  - Manantial andaluz (Soleá)
  - Vamos al Prado (Sevillanas)